# Cantone di Lagrasse
Il Cantone di Lagrasse era una divisione amministrativa dell'arrondissement di Carcassonne.
A seguito della riforma approvata con decreto del 21 febbraio 2014, che ha avuto attuazione dopo le elezioni dipartimentali del 2015, è stato soppresso.

## Composizione
Comprendeva i comuni di:
- Arquettes-en-Val
- Caunettes-en-Val
- Fajac-en-Val
- Labastide-en-Val
- Lagrasse
- Mayronnes
- Montlaur
- Pradelles-en-Val
- Ribaute
- Rieux-en-Val
- Saint-Martin-des-Puits
- Saint-Pierre-des-Champs
- Serviès-en-Val
- Talairan
- Taurize
- Tournissan
- Villar-en-Val
- Villetritouls